# Clapton (album)
Clapton is het negentiende studioalbum van Eric Clapton. Het werd op 27 september 2010 uitgegeven door Reprise Records. Het album werd geproduceerd door Clapton en Doyle Bramhall II. Op het album staat zowel nieuw geschreven materiaal als een verzameling covers. Clapton werd bijgestaan door onder anderen Sheryl Crow, Wynton Marsalis en Allen Toussaint. Net zoals op zijn vorige album, The Road to Escondido uit 2006, werkte hij ook samen met J.J. Cale. Daarnaast speelt Steve Winwood mee, met wie Clapton in de jaren zestig deel uitmaakte van Blind Faith en sinds 2008 als duo optrad. Clapton speelde enkele nummers van het album reeds tijdens zijn toer in 2010. Het nummer "Run Back to Your Side" werd als eerste single uitgebracht.

## Composities
1. "Travelin' Alone" - 3:55
2. "Rocking Chair" - 4:04
3. "River Runs Deep" - 5:53
4. "Judgment Day" - 3:13
5. "How Deep Is the Ocean" - 5:29
6. "My Very Good Friend the Milkman" - 3:21
7. "Can't Hold Out Much Longer" - 4:09
8. "That's No Way to Get Along" - 6:08
9. "Diamonds Made from Rain" - 3:52
10. "When Somebody Thinks You're Wonderful" - 2:51
11. "Hard Times Blues" - 3:46
12. "Run Back to Your Side" - 5:18
13. "Autumn Leaves" - 5:39

## Musici
Aan het album werkten de volgende muzikanten mee:
- Steve Riley - accordeon
- Nikka Costa - achtergrondzang
- Terry Evans - achtergrondzang
- Willie Green, Jr. - achtergrondzang
- Lynn Mabry - achtergrondzang
- Arnold McCuller - achtergrondzang
- Debra Parsons - achtergrondzang
- Dan Ostreicher - baritonsaxofoon
- Willie Weeks - basgitaar, contrabas
- Cayetano Hingle - bekken, basdrum
- Chris Severan - contrabas
- Herman Labeaux - drums
- Abraham Laboriel Jr. - drums
- Jeremy Stacey - drums
- Doyle Bramhall II - gitaar, percussie, zang, hihat, productie
- J.J. Cale - gitaar, zang
- Eric Clapton - gitaar, mandoline, zang, productie
- Derek Trucks - gitaar, slidegitaar
- Paul Carrack - hammondorgel
- James Poyser - hammondorgel
- Thomas Brenneck - hoorn

- Bruce Brackman - klarinet
- Dr. Michael White - klarinet
- Kim Wilson - mondharmonica
- Sereca Henderson - orgel
- Jim Keltner - percussie, drums
- Justin Stanley - percussie
- Walt Richmond - piano, keyboard, hammondorgel, Wurlitzer-piano
- Allen Toussaint - piano
- Tim Izo Orindgreff - saxofoon
- Edward Lee - sousafoon
- Leon Michels - tenorsaxofoon
- Clarence Slaughter - tenorsaxofoon
- Neal Sugarman - tenorsaxofoon
- Troy Andrews - trombone, trompet, snare-drum
- Elizabeth Lea - trombone
- Printz Board - trompet
- David Guy - trompet
- Wynton Marsalis - trompet
- Matt Pyreem - tuba
- Sheryl Crow - zang

## Hitnoteringen

### NederlandseAlbum Top 100
| Hitnotering: 02-10-2010 t/m 15-01-2011 | Hitnotering: 02-10-2010 t/m 15-01-2011 | Hitnotering: 02-10-2010 t/m 15-01-2011 | Hitnotering: 02-10-2010 t/m 15-01-2011 | Hitnotering: 02-10-2010 t/m 15-01-2011 | Hitnotering: 02-10-2010 t/m 15-01-2011 | Hitnotering: 02-10-2010 t/m 15-01-2011 | Hitnotering: 02-10-2010 t/m 15-01-2011 | Hitnotering: 02-10-2010 t/m 15-01-2011 | Hitnotering: 02-10-2010 t/m 15-01-2011 | Hitnotering: 02-10-2010 t/m 15-01-2011 | Hitnotering: 02-10-2010 t/m 15-01-2011 | Hitnotering: 02-10-2010 t/m 15-01-2011 | Hitnotering: 02-10-2010 t/m 15-01-2011 | Hitnotering: 02-10-2010 t/m 15-01-2011 | Hitnotering: 02-10-2010 t/m 15-01-2011 | Hitnotering: 02-10-2010 t/m 15-01-2011 | Hitnotering: 02-10-2010 t/m 15-01-2011 |
| Week:                                  | 1                                      | 2                                      | 3                                      | 4                                      | 5                                      | 6                                      | 7                                      | 8                                      | 9                                      | 10                                     | 11                                     | 12                                     | 13                                     | 14                                     | 15                                     | 16                                     |                                        |
| -------------------------------------- | -------------------------------------- | -------------------------------------- | -------------------------------------- | -------------------------------------- | -------------------------------------- | -------------------------------------- | -------------------------------------- | -------------------------------------- | -------------------------------------- | -------------------------------------- | -------------------------------------- | -------------------------------------- | -------------------------------------- | -------------------------------------- | -------------------------------------- | -------------------------------------- | -------------------------------------- |
| Positie:                               | 10                                     | 11                                     | 9                                      | 9                                      | 10                                     | 22                                     | 35                                     | 46                                     | 51                                     | 60                                     | 62                                     | 73                                     | 65                                     | 72                                     | 91                                     | 100                                    | uit                                    |

### VlaamseUltratop 100Albums
| Hitnotering: 02-10-2010 t/m 20-11-2010 | Hitnotering: 02-10-2010 t/m 20-11-2010 | Hitnotering: 02-10-2010 t/m 20-11-2010 | Hitnotering: 02-10-2010 t/m 20-11-2010 | Hitnotering: 02-10-2010 t/m 20-11-2010 | Hitnotering: 02-10-2010 t/m 20-11-2010 | Hitnotering: 02-10-2010 t/m 20-11-2010 | Hitnotering: 02-10-2010 t/m 20-11-2010 | Hitnotering: 02-10-2010 t/m 20-11-2010 | Hitnotering: 02-10-2010 t/m 20-11-2010 |
| Week:                                  | 1                                      | 2                                      | 3                                      | 4                                      | 5                                      | 6                                      | 7                                      | 8                                      |                                        |
| -------------------------------------- | -------------------------------------- | -------------------------------------- | -------------------------------------- | -------------------------------------- | -------------------------------------- | -------------------------------------- | -------------------------------------- | -------------------------------------- | -------------------------------------- |
| Positie:                               | 31                                     | 18                                     | 16                                     | 24                                     | 55                                     | 60                                     | 58                                     | 91                                     | uit                                    |